# Салім-Канді
Салім-Канді (перс. سلیم‌کندی) — село в Ірані, входить до складу дехестану Південний Назлуй у Центральному бахші шахрестану Урмія провінції Західний Азербайджан.